# Глазово (Дмитровский городской округ)
Глазово — деревня в Дмитровском районе Московской области, в составе Сельского поселения Габовское. До 2006 года Глазово входило в состав Габовского сельского округа.

## Расположение
Деревня расположена на юге района, примерно в 25 км на юг от Дмитрова, у системы мелиоративных каналов левого берега реки Волгуша, высота центра над уровнем моря 205 м. Ближайшие населённые пункты менее, чем в 500 м — Овсянниково, Акишево и Бабаиха. Через деревню проходит региональная автодорога Р-113 Рогачёвское шоссе.

## Население
Согласно метрическим книгам прихода Никольской церкви села Озерецкого до революции в деревни проживали крестьянские рода: Кабановы, Овечкины, Машковы, Капкины, Коленцевы, Черновы, Салынские, Благовы, Щербаковы, Стекловы, Корнеевы, Графовы, Гнедовы, Мозжухины, Кармановы, Колюшкины, Бибичевы, Разенковы, Кутырины.
| 2002 | 2006 | 2010 |
| ---- | ---- | ---- |
| 29   | ↘20  | ↗42  |

## Достопримечательности
В ноябре 1941 года, при наступлении немецких войск, председатель сельского совета Николай Иванович Стеклов (род. 1903) сумел предупредить партизан о том, что в селе немцы, за что и был расстрелян 30 ноября 1941. Позднее останки Н. И. Стеклова были перезахоронены в братскую могилу села Озерецкое. В селе Глазово установлен памятник Н. И. Стеклову.

Братская могила бойцов РККА и моряков Тихоокеанского флота, погибших в битве за Москву с 30 ноября по 8 декабря 1941 года.